# 小光明里
小光明里始建于1939年，位于当时的天津英租界的威灵顿道（Wellington Road）（今和平区河北路），目前为一般保护等级历史风貌建筑。

## 建筑风格
小光明里由三幢具有折衷主义建筑特征的建筑形成组团，建筑均为二层砖木结构楼房，带半地下室。建筑外立面为清水和混水相间墙面，建筑顶部为平屋顶。其中，沿街一幢建筑为独立式住宅，主入口由两根仿爱奥尼克柱式的圆柱支撑，上面设有露台。另外两幢建筑为联排式住宅，正立面主入口为二联拱门洞，二层设有阳台。

## 建筑图片

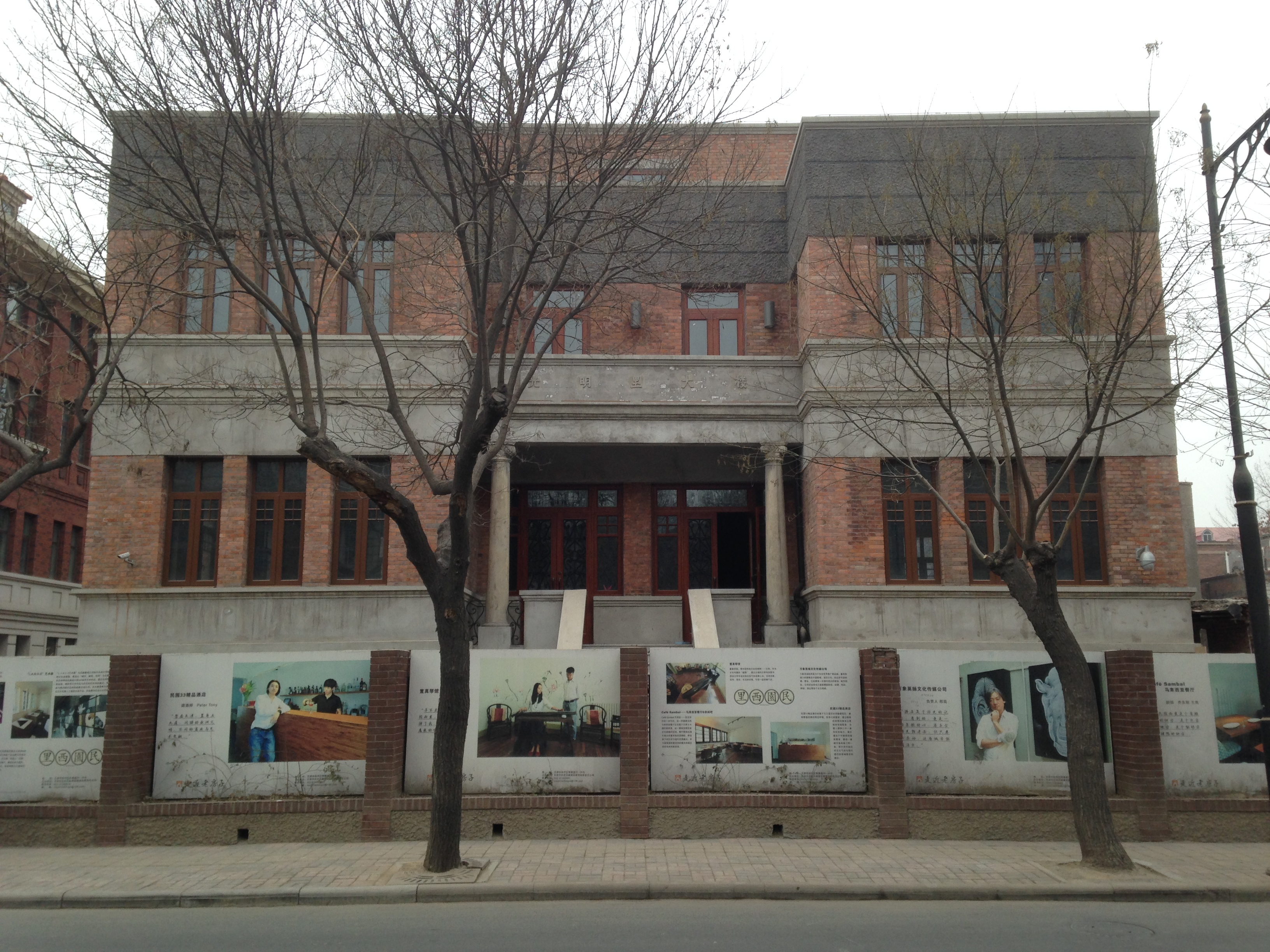
河北路小光明里1号
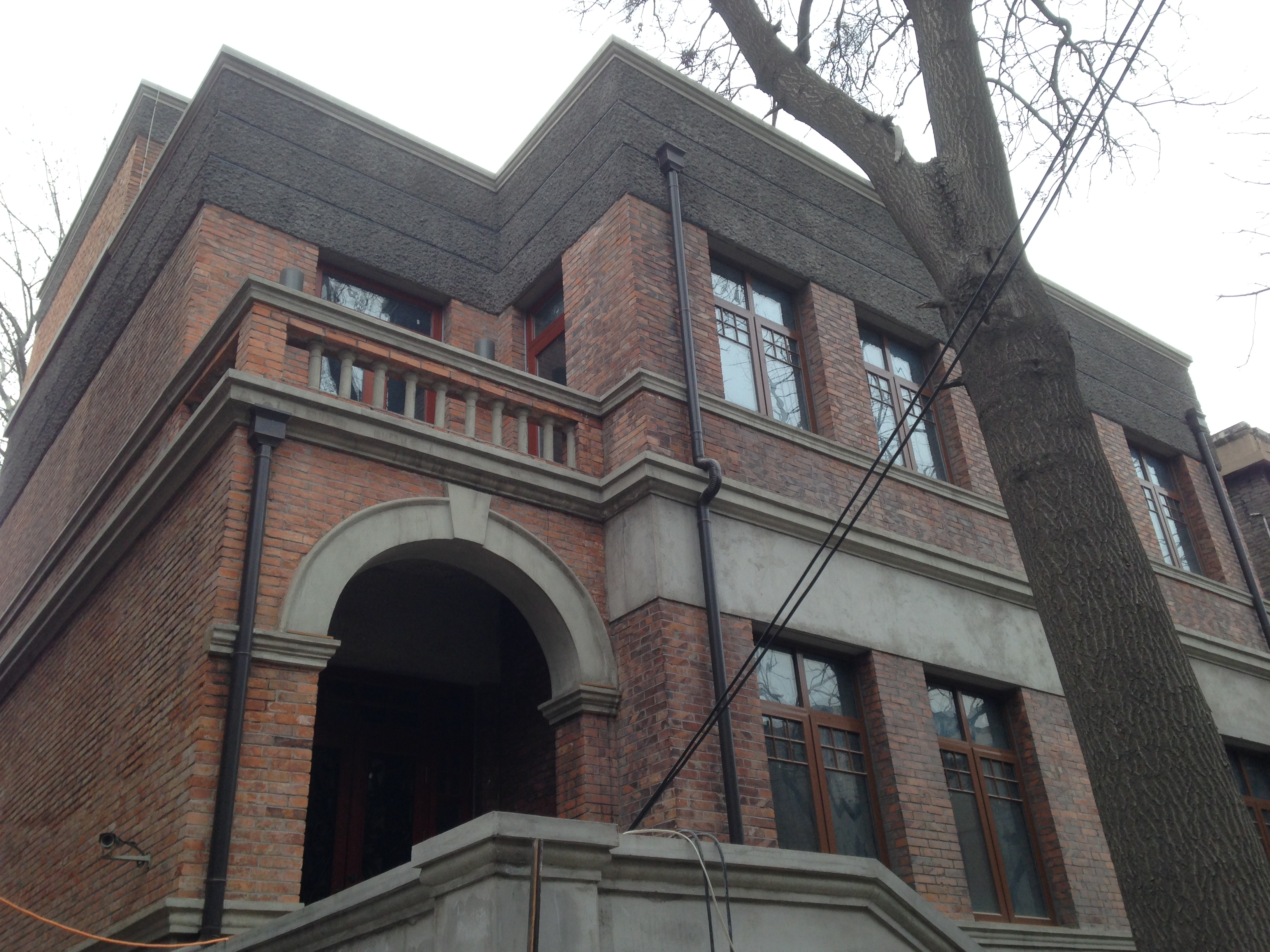
河北路小光明里5、6号